# هیروکی یامادا
هیروکی یامادا (ژاپنی: 山田 大記؛ زادهٔ ۲۷ دسامبر ۱۹۸۸) یک بازیکن اهل ژاپن است. که در باشگاه فوتبال جوبیلو ایواتا بازی می کند.